# Dennis Bernhardsson
Dennis Bernhardsson, född 1988 i Göteborg och uppvuxen i Kungälv, är en svensk roddare.
Han var en av Sveriges främsta lättviktsroddare och ingick tillsammans med Oscar Russberg, Johan Nyd, Kevin Hermansson och John Knutsson i en besättningssatsning mot OS 2012. Besättningssatsningen gick under namnet lättviktsprojektet. 
2007 tog Bernhardsson SM-guld i lättvikt singelsculler och 2008 tog han tillsammans med Kevin Hermansson SM-guld i lättvikt dubbelsculler. 
Han har tävlat på flera stora mästerskap. 2005 rodde han fyra utan och åtta på JNM i Sorø. 2007 rodde han vid U23-VM tillsammans med Jim Fröblom i dubbelsculler lättvikt, de kom på 12:e plats. 2008 tog han brons i singelsculler på den stora internationella regattan i Amsterdam, Holland Bekér. Därefter kvalificerade han sig till U23-VM i Brandenburg, Tyskland samma år. Där kom han på 13:e plats totalt i singelsculler.
2009 tävlade Bernhardsson på Under 23-VM tillsammans med Kevin Hermansson, John Knutsson och Oscar Russberg i lättvikts scullerfyra i Racice, Tjeckien. De slutade på en totalt 8:e plats på tiden 6:00,90 över 2000 meter. 
I Sverige tävlar Bernhardsson för Kungälvs Roddklubb. Bernhardsson bodde i Strömstad efter att ha studerat vid Strömstads roddgymnasium. Han bodde en period i Australien och rodde då för Sydney Rowing Club.